# Ammothella elegantula
Ammothella elegantula är en havsspindelart som beskrevs av Stock, J.H. 1968. Ammothella elegantula ingår i släktet Ammothella och familjen Ammotheidae. Inga underarter finns listade i Catalogue of Life.